# Seznam predsednikov Indije
Seznam predsednikov Indije

## Seznam
| #   | Slika                               | Predsednik (rojstvo-smrt)                       | Mandat          | Mandat          |
| #   | Slika                               | Predsednik (rojstvo-smrt)                       | Začetek         | Konec           |
| --- | ----------------------------------- | ----------------------------------------------- | --------------- | --------------- |
| 1.  | Rajendra Prasad                     | Rajendra Prasad (1884–1963)                     | 26. januar 1950 | 12. maj 1962    |
| 2.  | Sarvepalli Radhakrishnan            | Sarvepalli Radhakrišnan (1888–1975)             | 13. maj 1962    | 12. maj 1967    |
| 3.  | Zakir Husain                        | Zakir Husain (1897–1969)                        | 13. maj 1967    | 3. maj 1969     |
| 4.  | Varahagiri Venkata Giri             | Varahagiri Venkata Giri (1894–1980)             | 24. avgust 1969 | 24. avgust 1972 |
| 5.  |                                     | Fakhruddin Ali Ahmed (1905–1977)                | 24. avgust 1972 | 25. julij 1977  |
| 6.  | Neelam Sanjeevan Reddy              | Neelam Sanjiva Reddy (1913–1996)                | 25. julij 1977  | 25. julij 1982  |
| 7.  |                                     | Giani Zail Singh (1916–1994)                    | 25. julij 1982  | 25. julij 1987  |
| 8.  | Ramaswamy Venkataraman              | Ramaswamy Venkataraman (1910–2009)              | 25. julij 1987  | 25. julij 1992  |
| 9.  | Shankar Dayal Sharma                | Šankar Dajal Šarma (1918–1999)                  | 25. julij 1992  | 25. julij 1997  |
| 10. | Kocheril Raman Narayanan            | Kočeril Raman Narajanan (1921–2005)             | 25. julij 1997  | 25. julij 2002  |
| 11. | Avul Pakir Jainulabdeen Abdul Kalam | Avul Pakir Jainulabdeen Abdul Kalam (1931–2015) | 25. julij 2002  | 25. julij 2007  |
| 12. | Pratibha Patil                      | Pratibha Devisingh Patil (1934–)                | 25. julij 2007  | 25. julij 2012  |
| 13. | Pranab Mukherjee                    | Pranab Kumar Mukherjee (1935–2020)              | 25. julij 2012  | 25. julij 2017  |
| 14. |                                     | Ram Nath Kovind (1945–)                         | 25. julij 2017  | 25. julij 2022  |
| 15. |                                     | Droupadi Murmu (1958–)                          | 25. julij 2022  |                 |